# Norra Birsskär (ö)
Norra Birsskär (finska: Pirskeri)  (Birsskär) är en ö i Finland. Den ligger i Bottenhavet och i kommunen Euraåminne (tidigare Luvia) i den ekonomiska regionen  Björneborgs ekonomiska region i landskapet Satakunta, i den sydvästra delen av landet. Ön ligger omkring 23 kilometer sydväst om Björneborg och omkring 230 kilometer nordväst om Helsingfors.
Öns area är 49,6 hektar och dess största längd är 1,3 kilometer i sydöst-nordvästlig riktning. Strax söder om Pirskeri ligger en något större ön Etelän Pirskeri.